# زیردریایی یو-۱۲۷۶
زیردریایی یو-۱۲۷۶ (به انگلیسی: German submarine U-1276) یک زیردریایی بود که طول آن ۶۷٫۱۰ متر (۲۲۰ فوت ۲ اینچ) بود. این زیردریایی در سال ۱۹۴۴ ساخته شد.